# 始創先鋒
始創先鋒，是日本純種競賽馬匹。生涯活躍於中長途賽事，曾於2011年勝出阿根廷共和國盃，亦於2012年勝出京都紀念。

## 出賽前
2007年3月15日出生於北海道新冠町North Hill Management（今North Hill），所有權直接歸於牧場所有。
其後交由栗東訓練中心練馬師池江泰壽訓練。

## 競賽生涯

### 2歲
2009年9月21日出戰新潟競馬場2歲新馬戰，一直維持於第二的位置下於直路順利衝出，逐步拋離對手下以1 3/4馬位優勢取得首勝。

### 3歲
2010年於3月時復出，大部份時間主要出戰條件戰，於其中取得兩次冠軍。
10月24日挑戰一級賽菊花賞，比賽初段選擇於中後方位置推進下在通過最後彎道時位置雖然有所爬升，但於直路不斷墮退下無法繼續保持速度，最終以第八落敗。

### 4歲
2011年上半年繼續以條件戰為目標，雖然首四場賽事並未獲得任何勝利，但於5月的烏丸特別中成功以優秀的表現奪冠。
5月28日再度挑戰分級賽並以目黑紀念作為目標，比賽初段選擇於中團位置推進下在直路展開衝刺，但未能進入全速狀態下僅跑獲第四。
其後出戰寶塚紀念，但未能於後方位置衝出突破下以第八落敗。
秋季降級出戰條件戰古都錦標，於其中未能在直路壓制對手而被反超，最終以第二的戰績完賽。
11月出戰二級賽阿根廷共和國盃，比賽初段維持穩定的節奏於先頭約莫第六的位置推進，通過最後彎道時候稍微抽出外檔望空上前。進入直路後，其於中檔位置成功找到位置繼續推進，最終跑出全場第二快末腳速度下率先透出，及後亦能繼續保持走勢抵擋後上馬功夫巨星的追擊，贏得首個分級賽冠軍。
其後挑戰日本盃於直路上未能維持穩定表現，敗於迷人景致、東瀛佐敦及網絡電郵下以第四完賽。
12月陣營安排其遠征香港以香港瓶作為目標，但於比賽途中仍然未能最大程度發揮實力，最終僅跑獲第六的戰績。

### 5歲
2012年首戰選擇為京都紀念，賽前取得第五人氣的支持。比賽開始後，其選擇保持於第一人氣夜之影前方位置穩步推進，於第三、四彎道逐步透出並進佔領先位置。進入直路後，其於內欄位置以凌厲的姿態不斷加速，最終成功拉開後方對手下以2馬位優勢取得勝利。
贏得京都紀念後，陣營原定接受邀請遠征阿聯酋的杜拜司馬經典賽，但由於始創先鋒於出發前出現流鼻血的情況以避戰，改為留在國內出戰目黑紀念並以第九大敗。
其後原定計劃出戰寶塚紀念，但於賽前再度流鼻血以未能出戰。
由於始創先鋒於本年內經已出現兩次流鼻血的情況，陣營決定安排其前往美國，並使用當地允許藥物名單中的利尿劑呋塞米以治療鼻出血的問題，同時宣佈以育馬者盃草地大賽作為下半年最大目標。
抵達美國後，其先於10月出戰二級賽阿羅約塞科一哩錦標，敗於顯而易勝取得第二。
11月3日按照計劃出戰育馬者盃草地大賽，縱然於賽前於訓練中出現輕微外傷，但仍然可以於賽事途中維持穩定的走勢，最終於直路上堅守一段位置下僅敗於小米高、Point of Entry及聖堂取得第四，追平2010年紅色夢想於育馬者盃雌馬草地大賽中創造的日本馬最高馬名次記錄。
回國後，其以有馬紀念作為目標，但未於中後方位置衝出之下以第十三大敗。

### 6歲
2013年3月上旬遠征阿聯酋出戰杜拜超級星期六賽日的賽事，以麥通第三輪挑戰賽作為目標，但最終未能展現優勢之下以第十大敗。
其後繼續停留阿聯酋出戰杜拜司馬經典賽，繼續陷於低潮期下再度以第十一大敗。
回國稍微休養後以七夕賞作為起動戰，於比賽途中採取居中的戰術下於通過第三、四彎道時稍為加速，最終跑獲一席第二。
然而其後賽事其未能保持穩定的水準，所有賽事均取得兩位數的戰績

### 7歲
2014年其繼續現役，但本年度僅出戰京都紀念及日經賞，分別取得第十一及十五。
其後陣營決定安排其退役，並於4月4日取消日本中央競馬會的賽駒註冊。

### 詳細賽績
| 日期       | 舉辦國家/地區 | 馬場     | 距離     | 級別 | 賽事名稱           | 負重 | 騎師       | 馬號 | 出馬 | 名次 | 時間     | 頭馬（二馬）          |
| ---------- | ------------- | -------- | -------- | ---- | ------------------ | ---- | ---------- | ---- | ---- | ---- | -------- | --------------------- |
| 21/9/2009  | 日本          | 新潟     | 草1800   |      | 2歲新馬            | 54   | 赤木高太郎 | 8    | 9    | 1    | 1:49.5   | （重生）              |
| 27/3/2010  | 日本          | 中京     | 草2000   |      | 小蒼蘭賞           | 56   | 幸英明     | 8    | 14   | 10   | 2:03.5   | Meisho Uzushio        |
| 24/4/2010  | 日本          | 京都     | 草2400   |      | 滿利谷賽馬會賞     | 56   | 和田龍二   | 2    | 14   | 7    | 2:28.9   | Neo Polaris           |
| 16/5/2010  | 日本          | 京都     | 草2000   |      | 3歲500萬獎金以下   | 56   | 和田龍二   | 10   | 10   | 1    | 1:59.4   | （Tamamo Grand Prix） |
| 4/9/2010   | 日本          | 小倉     | 草2000   |      | 玄海特別           | 54   | 和田龍二   | 5    | 9    | 3    | 1:58.7   | Big Week              |
| 25/9/2010  | 日本          | 中山     | 草2500   |      | 九十九里特別       | 54   | 後藤浩輝   | 4    | 8    | 1    | 2:34.1   | （Tosho Desert）      |
| 24/10/2010 | 日本          | 京都     | 草3000   | GI   | 菊花賞             | 57   | 和田龍二   | 8    | 18   | 8    | 3:06.7   | Big Week              |
| 26/2/2011  | 日本          | 阪神     | 草2400   |      | 御堂筋錦標         | 56   | 和田龍二   | 15   | 15   | 13   | 2:27.6   | Blast Dash            |
| 19/3/2011  | 日本          | 阪神     | 草2000   |      | 但馬錦標           | 55   | 後藤浩輝   | 15   | 16   | 11   | 2:02.7   | Mikki Pumpkin         |
| 10/4/2011  | 日本          | 小倉     | 草2000   |      | 博多錦標           | 57   | 石橋脩     | 3    | 16   | 3    | 1:58.6   | Meiner Gold           |
| 24/4/2011  | 日本          | 京都     | 草2000   |      | Wins八代開設紀念   | 57   | 濱中俊     | 2    | 15   | 4    | 2:00.2   | 心弦之歌              |
| 15/5/2011  | 日本          | 京都     | 草2400   |      | 烏丸錦標           | 56   | 川田將雅   | 5    | 18   | 1    | 2:23.6   | （Tomoro Pocket）     |
| 28/5/2011  | 日本          | 東京     | 草2500   | GII  | 目黑紀念           | 54   | 安藤勝己   | 14   | 17   | 4    | 2:32.6   | 重砲大王              |
| 26/6/2011  | 日本          | 阪神     | 草2200   | GI   | 寶塚紀念           | 58   | 小牧太     | 15   | 16   | 8    | 2:11.2   | 熱誠真摯              |
| 22/10/2011 | 日本          | 京都     | 草2200   |      | 古都錦標           | 57.5 | 和田龍二   | 7    | 12   | 2    | 2:13.1   | Ritzy Star            |
| 6/11/2011  | 日本          | 東京     | 草2500   | GII  | 阿根廷共和國盃     | 55   | 安藤勝己   | 11   | 18   | 1    | 2:31.5   | （功夫巨星）          |
| 27/11/2011 | 日本          | 東京     | 草2400   | GI   | 日本盃             | 57   | 武豐       | 5    | 16   | 4    | 2:24.6   | 迷人景致              |
| 11/12/2011 | 香港          | 沙田     | 草2400   | GI   | 香港瓶             | 57   | 安藤勝己   | 1    | 13   | 6    | 2:28.26  | 多利得                |
| 12/2/2012  | 日本          | 京都     | 草2200   | GII  | 京都紀念           | 57   | 武豐       | 3    | 9    | 1    | 2:12.4   | （夜之影）            |
| 27/5/2012  | 日本          | 東京     | 草2500   | GII  | 目黑紀念           | 58   | 武豐       | 18   | 18   | 6    | 2:31.5   | Smart Robin           |
| 6/10/2012  | 美國          | 聖雅尼塔 | 草1600   | GII  | 阿羅約塞科一哩錦標 | 55   | 武豐       | 2    | 5    | 2    | 記錄缺失 | 顯而易勝              |
| 3/11/2012  | 美國          | 聖雅尼塔 | 草2400   | GI   | 育馬者盃草地大賽   | 57   | 武豐       | 12   | 12   | 4    | 記錄缺失 | 小米高                |
| 23/12/2012 | 日本          | 中山     | 草2500   | GI   | 有馬記念           | 57   | 武豐       | 8    | 16   | 13   | 2:34.2   | 黃金船                |
| 9/3/2013   | 阿聯酋        | 美丹     | 膠沙2000 | GI   | 麥通第三輪挑戰賽   | 57   | 武豐       | 3    | 13   | 10   | 記錄缺失 | 獵人之光              |
| 30/3/2013  | 阿聯酋        | 美丹     | 草2400   | GI   | 杜拜司馬經典賽     | 57   | 武豐       | 7    | 11   | 11   | 記錄缺失 | 聖堂                  |
| 7/7/2013   | 日本          | 福島     | 草2000   | GIII | 七夕賞             | 58   | 北村宏司   | 10   | 16   | 2    | 1:59.3   | 欣喜之淚              |
| 1/9/2013   | 日本          | 新潟     | 草2000   | GIII | 新潟紀念           | 58   | 北村宏司   | 13   | 14   | 14   | 2:01.4   | 宇宙之神              |
| 6/10/2013  | 日本          | 京都     | 草2400   | GII  | 京都大賞典         | 56   | 秋山真一郎 | 6    | 13   | 12   | 2:24.5   | 達標                  |
| 16/2/2012  | 日本          | 京都     | 草2200   | GII  | 京都紀念           | 56   | 和田龍二   | 1    | 12   | 11   | 2:17.3   | Desperado             |
| 29/3/2012  | 日本          | 中山     | 草2500   | GII  | 日經賞             | 56   | 後藤浩輝   | 9    | 15   | 15   | 2:36.7   | 凱旋芭蕾              |

## 退役後
退役後，始創先鋒並未入種，而是於福島縣南相馬市大瀧馬事苑休養，在2012年作為乘騎馬使用。
其後被轉移至山梨縣北杜市Stable小淵澤繼續休養，繼續以乘騎馬身份服務。

## 血統簡介
父系荒漠英雄爲日本賽駒，生涯戰績優秀，曾於2004年奪得秋季古馬三冠。祖父週日寧靜是美國三冠賽雙冠馬，退役後在日本配種，在日本馬壇相當成功，贏得多項分級賽事，其子嗣贏得巨額獎金。
母系Lirio為美國出生的日本賽駒，生涯僅得一勝。外祖父Forty Niner爲美國賽駒，曾勝出多場一級賽，退役後亦成爲優秀種馬，現已確立爲一支獨立的系統。

### 血統表
| 父線：週日寧靜系（Halo系）     |                              |                |                 |
| 種馬 荒漠英雄 2000年（深棗色） | 週日寧靜 1986年（棕色）      | Halo           | Hail to Reason  |
| 種馬 荒漠英雄 2000年（深棗色） | 週日寧靜 1986年（棕色）      | Halo           | Cosmah          |
| 種馬 荒漠英雄 2000年（深棗色） | 週日寧靜 1986年（棕色）      | Wishing Well   | Understanding   |
| 種馬 荒漠英雄 2000年（深棗色） | 週日寧靜 1986年（棕色）      | Wishing Well   | Mountain Flower |
| 種馬 荒漠英雄 2000年（深棗色） | Roamin Rachel 1990年（棗色） | Mining         | 淘金者          |
| 種馬 荒漠英雄 2000年（深棗色） | Roamin Rachel 1990年（棗色） | Mining         | I Pass          |
| 種馬 荒漠英雄 2000年（深棗色） | Roamin Rachel 1990年（棗色） | One Smart Lady | Clever Trick    |
| 種馬 荒漠英雄 2000年（深棗色） | Roamin Rachel 1990年（棗色） | One Smart Lady | Pia's Lady      |
| 繁殖雌馬 Lirio 1995年（栗色）  | Forty Niner 1985年（栗色）   | 淘金者         | Raise a Native  |
| 繁殖雌馬 Lirio 1995年（栗色）  | Forty Niner 1985年（栗色）   | 淘金者         | Gold Digger     |
| 繁殖雌馬 Lirio 1995年（栗色）  | Forty Niner 1985年（栗色）   | File           | Tom Rolfe       |
| 繁殖雌馬 Lirio 1995年（栗色）  | Forty Niner 1985年（栗色）   | File           | Continue        |
| 繁殖雌馬 Lirio 1995年（栗色）  | Gioconda 1990年（栗色）      | 尼真斯基       | {{{mmff}}}      |
| 繁殖雌馬 Lirio 1995年（栗色）  | Gioconda 1990年（栗色）      | 尼真斯基       | Flaming Page    |
| 繁殖雌馬 Lirio 1995年（栗色）  | Gioconda 1990年（栗色）      | Korveya        | 河人            |
| 繁殖雌馬 Lirio 1995年（栗色）  | Gioconda 1990年（栗色）      | Korveya        | Konafa          |
| 雌系：號族：22-b               |                              |                |                 |
| 五代內近親交配：淘金者 4×3     |                              |                |                 |

## 命名由來
名字Trailblazer（トレイルブレイザー）意思為：「先驅者」或「開拓者」，香港採用意譯，以「始創先鋒」作為翻譯。

## 外部連結
- 始創先鋒 netkeiba.com （页面存档备份，存于）
- 血統表 （页面存档备份，存于）